# Softball ai Giochi della XXIX Olimpiade
Il torneo olimpico di softball 2008 si è svolto Pechino dal 12 al 21 agosto. Tutte le partite sono state giocate al Fengtai Softball Field. Il torneo di softball viene disputato solo a livello femminile; gli uomini hanno partecipato al torneo olimpico di baseball, sport affine al softball.
Il CIO ha deciso di rimuovere il softball (così come il baseball) dal programma per le Olimpiadi 2012, Ma dopo due edizioni di assenza, il Softball rientra nei giochi olimpici a Tokyo2020

## Formula
Al torneo hanno partecipato 8 squadre. Tutte quante sono state inserite in un girone all'italiana le cui prime quattro classificate sono passate alle semifinali del torneo. Nelle semifinali si sono scontrate la prima e la seconda del girone all'italiana e la terza e la quarta. La perdente dell'incontro tra prima e seconda e la vincente dell'incontro tra terza e quarta si sono incontrate in una partita nella quale la vincente è passata in finale per l'oro e la perdente si è aggiudicata la medaglia di bronzo.

## Squadre qualificate
| Data              | Evento                                     | Sede        | Qualificate                           |
| ----------------- | ------------------------------------------ | ----------- | ------------------------------------- |
|                   | Paese ospitante                            |             | Cina                                  |
| 20-29 agosto 2006 | Mondiale di Softball WBSC                  | Pechino     | Stati Uniti Giappone Australia Canada |
| 9-16 giugno 2007  | Preolimpico Europeo ed Africano            | Trieste     | Paesi Bassi                           |
| 1-5 febbraio 2007 | Preolimpico d'Asia e Oceania               | Tainan City | Taipei cinese                         |
| 19-24 agosto 2007 | Pan-American Olympic Qualifying Tournament | Valencia    | Venezuela                             |

## Calendario
| Totale | 1°T | 1°T | 1°T | 1°T | 1°T | 1°T | 1°T |  | SF | Finale | 1 |

|  | Qualificazioni |  | FINALI |

## Podi
| Evento   | Oro | Argento | Bronzo |
| Softball | Giappone Naho Emoto, Motoko Fujimoto, Megu Hirose, Emi Inui, Sachiko Ito, Ayumi Karino, Satoko Mabuchi, Yukiyo Mine, Masumi Mishina, Rei Nishiyama, Hiroko Sakai, Rie Sato, Mika Someya, Yukiko Ueno, Eri Yamada | Stati Uniti Lovieanne Jung, Natasha Watley, Lauren Lappin, Caitlin Lowe, Jessica Mendoza, Stacey Nuveman, Cat Osterman, Monica Abbott, Laura Berg, Crystl Bustos, Andrea Duran, Jennie Finch, Tairia Flowers, Victoria Galindo, Kelly Kretschman | Australia Jodie Bowering, Kylie Cronk, Kelly Hardie, Tanya Harding, Simmone Morrow, Tracey Mosley, Stacey Porter, Justine Smethurst, Danielle Stewart, Natalie Ward, Belinda Wright, Kerry Wyborn, Melanie Roche, Natalie Titcume, Sandy Lewis |

## Prima fase
|  | Qualificate alle semifinali |
|  | Eliminate                   |

| Squadra       | Gioc | Vinte | Perse | Pt.fat | Pt.sub | Perc  |
| ------------- | ---- | ----- | ----- | ------ | ------ | ----- |
| Stati Uniti   | 7    | 7     | 0     | 53     | 1      | 1.000 |
| Giappone      | 7    | 6     | 1     | 23     | 13     | .857  |
| Australia     | 7    | 5     | 2     | 30     | 11     | .714  |
| Canada        | 7    | 3     | 4     | 17     | 23     | .429  |
| Cina          | 7    | 2     | 5     | 19     | 21     | .286  |
| Taipei cinese | 7    | 2     | 5     | 10     | 23     | .286  |
| Venezuela     | 7    | 2     | 5     | 15     | 35     | .286  |
| Paesi Bassi   | 7    | 1     | 6     | 8      | 48     | .143  |

| Data                                     | Ora¹  | Partita       | Partita         | Partita       |
| ---------------------------------------- | ----- | ------------- | --------------- | ------------- |
| 12.08.08                                 | 09.30 | Taipei cinese | 1-6             | Canada        |
| 12.08.08                                 | 12.00 | Venezuela     | 0-11 (5 inning) | Stati Uniti   |
| 12.08.08                                 | 17.00 | Paesi Bassi   | 2-10            | Cina          |
| 12.08.08                                 | 19:30 | Giappone      | 4-3             | Australia     |
| 13.08.08                                 | 09.30 | Venezuela     | 1-7             | Cina          |
| 13.08.08                                 | 12.00 | Stati Uniti   | 3-0             | Australia     |
| 13.08.08                                 | 17.00 | Taipei cinese | 1-2             | Giappone      |
| 13.08.08                                 | 19.30 | Paesi Bassi   | 2-9 (6 inning)  | Canada        |
| 14.08.08                                 | 09.30 | Cina          | 1-3             | Australia     |
| 14.08.08 (Rinv. al 15.08.08 per pioggia) | 12.00 | Canada        | 1-8             | Stati Uniti   |
| 14.08.08                                 | 17.00 | Giappone      | 3-0             | Paesi Bassi   |
| 14.08.08                                 | 19.30 | Taipei cinese | 3-0             | Venezuela     |
| 15.08.08                                 | 09.30 | Cina          | 0-1             | Canada        |
| 15.08.08                                 | 12.00 | Giappone      | 0-7 (5 inning)  | Stati Uniti   |
| 15.08.08                                 | 17.00 | Taipei cinese | 1-3             | Australia     |
| 15.08.08                                 | 19.30 | Venezuela     | 8-0 (5 inning)  | Paesi Bassi   |
| 16.08.08                                 | 09.30 | Cina          | 0-3             | Giappone      |
| 16.08.08                                 | 12.00 | Stati Uniti   | 7-0 (5 inning)  | Taipei cinese |
| 16.08.08                                 | 17.00 | Paesi Bassi   | 0-8             | Australia     |
| 16.08.08                                 | 19.30 | Canada        | 0-2             | Venezuela     |
| 17.08.08                                 | 09.30 | Cina          | 1-2             | Taipei cinese |
| 17.08.08                                 | 12.00 | Giappone      | 5-2             | Venezuela     |
| 17.08.08                                 | 17.00 | Canada        | 0-4             | Australia     |
| 17.08.08                                 | 19.30 | Stati Uniti   | 8-0 (5 inning)  | Paesi Bassi   |
| 18.08.08                                 | 09.30 | Paesi Bassi   | 4-2             | Taipei cinese |
| 18.08.08                                 | 12.00 | Stati Uniti   | 9-0             | Cina          |
| 18.08.08                                 | 17.00 | Canada        | 0-6             | Giappone      |
| 18.08.08                                 | 19.30 | Venezuela     | 2-9             | Australia     |

- (¹) - Ora locale (UTC +8)

## Fase Finale
Nelle semifinali si scontrano la prima e la seconda del girone all'italiana e la terza e la quarta. La perdente dell'incontro tra prima e seconda e la vincente dell'incontro tra terza e quarta si incontrano in una partita nella quale la vincente accede alla finale per l'oro e la perdente si aggiudica la medaglia di bronzo.
|  |         |             |           |           |          |                 |                 |                 |          |          |                 |                 |                 |
|  | Playoff | Playoff     | Playoff   |           |          | Finale 3º posto | Finale 3º posto | Finale 3º posto |          |          | Finale 1º posto | Finale 1º posto | Finale 1º posto |
|  | Playoff | Playoff     | Playoff   |           |          | Finale 3º posto | Finale 3º posto | Finale 3º posto |          |          | Finale 1º posto | Finale 1º posto | Finale 1º posto |
|  |         |             |           |           |          |                 |                 |                 |          |          |                 |                 |                 |
|  |         |             |           |           |          |                 |                 |                 |          |          |                 |                 |                 |
|  | 1       | Stati Uniti | 4         |           |          |                 |                 |                 |          |          |                 |                 |                 |
|  | 1       | Stati Uniti | 4         |           |          |                 |                 |                 |          |          |                 |                 |                 |
|  | 2       | Giappone    | 1         |           |          |                 |                 |                 |          |          | Stati Uniti     | Stati Uniti     | 1               |
|  | 2       | Giappone    | 1         |           |          |                 |                 |                 |          |          | Stati Uniti     | Stati Uniti     | 1               |
|  |         |             |           | Giappone  | Giappone | 4               |                 |                 | Giappone | Giappone | 3               |                 |                 |
|  |         |             |           | Giappone  | Giappone | 4               |                 |                 | Giappone | Giappone | 3               |                 |                 |
|  |         |             | Australia | Australia | 3        |                 |                 |                 |          |          |                 |                 |                 |
|  |         |             |           | Australia | 3        |                 |                 |                 |          |          |                 |                 |                 |
|  | 3       | Australia   | 5         |           |          |                 |                 |                 |          |          |                 |                 |                 |
|  | 3       | Australia   | 5         |           |          |                 |                 |                 |          |          |                 |                 |                 |
|  | 4       | Canada      | 3         |           |          |                 |                 |                 |          |          |                 |                 |                 |
|  | 4       | Canada      | 3         |           |          |                 |                 |                 |          |          |                 |                 |                 |

### Semifinali
| Pechino 20 agosto 2008, ore 09.30 | Giappone | 1 – 4 referto | Stati Uniti | Fengtai Softball Field |

| Pechino 20 agosto 2008, ore 12.00 | Canada | 3 – 5 referto | Australia | Fengtai Softball Field |

### Incontro per il terzo posto
| Pechino 20 agosto 2008, ore 17.00 | Giappone | 4 – 3 referto | Australia | Fengtai Softball Field |

### Finale
| Pechino 21 agosto 2008, ore 18.30 | Stati Uniti | 1 – 3 referto | Giappone | Fengtai Softball Field |

## Classifica finale
| Pos     | Team          |
| ------- | ------------- |
| Oro     | Giappone      |
| Argento | Stati Uniti   |
| Bronzo  | Australia     |
| 4       | Canada        |
| 5       | Taipei cinese |
| 6       | Cina          |
| 7       | Venezuela     |
| 8       | Paesi Bassi   |